# Authre
L'Authre est une rivière française du Massif central qui coule dans le département du Cantal.
C'est, avec la Jordanne, l'un des deux plus importants affluents de la Cère, en rive droite.

## Étymologie
Le nom de cette rivière, comme celui de la commune d'Ytrac, sont de formation celtique et dérivent du nom de pagus gaulois Artintia (comme l'Artense) ou Actarentia qui veulent dire « vallée des ours », nom de pays attesté en 930 dans le cartulaire de Conques.

## Géographie

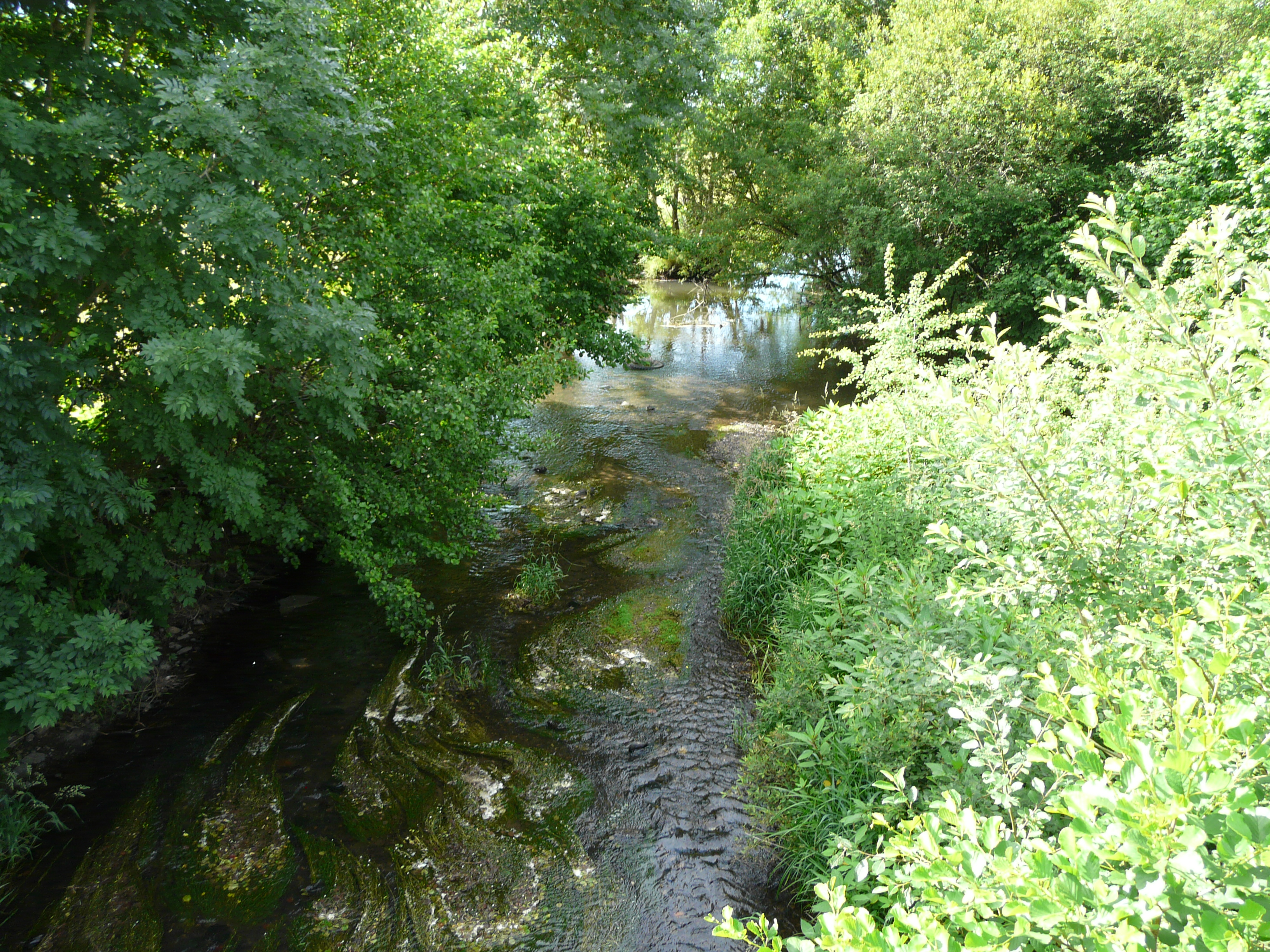
L'Authre à Ytrac.

L'Authre prend sa source à plus de 1 000 mètres d'altitude, à Bertail, au nord d'Houade, sur la commune de Lascelle, trois kilomètres  au sud-sud-ouest du col de Légal dans le Massif central, en région Auvergne-Rhône-Alpes, sur les monts du Cantal, dans la partie sud-ouest du parc naturel régional des volcans d'Auvergne.
Elle coule globalement du nord-est vers le sud-ouest.
Elle passe sous les routes départementales (RD) 35 puis 59 avant d'arroser le bourg de Vercuères. Elle s'écoule ensuite au sud du bourg de Laroquevieille et passe une deuxième fois sous la RD 59 à Marmanhac dont elle arrose le bourg. Elle reçoit sur sa droite le ruisseau d'Aubespeyre, passe sous la RD 922 au nord de Jussac et reçoit en rive droite le ruisseau de Cautrunes, son principal affluent. Elle est de nouveau franchie par la RD 59, reçoit en rive gauche la Baysse (autre nom du ruisseau de Reilhaguet), s'écoule à l'ouest de Naucelles, passe sous la RD 52 puis la RD 120. Elle reçoit sur sa gauche le ruisseau de Veyrières, passe sous la RD 253 au nord d'Ytrac, reçoit en rive gauche le ruisseau de Quitiviers, puis passe sous les RD 53 et 64.
Elle est franchie par une ligne ferroviaire puis son cours alimente, sur ses deux derniers kilomètres et demi, le lac de Saint-Étienne-Cantalès où elle est franchie par la RD 18 au niveau du pont de la Marie. Elle contourne Lacapelle-Viescamp par le nord et rejoint un kilomètre plus loin la Cère à 517 mètres d'altitude.
Elle est longue de 42 km.

### Communes traversées
Dans le seul département du Cantal, l'Authre traverse dix communes, soit de l'amont vers l'aval : Lascelle (source), Laroquevieille, Marmanhac, Jussac, Reilhac, Naucelles, Crandelles, Ytrac, Saint-Paul-des-Landes et Lacapelle-Viescamp (confluence).

### Bassin versant
Le bassin versant de l'Authre représente une superficie de 154 km2. Il est constitué à 79,18 % de « territoires agricoles », à 15,74 % de « forêts et milieux semi-naturels », à 5,15 % de « territoires artificialisés », et à 0,23 % de « surfaces en eau ».

## Affluents
L'Authre a trente affluents référencés par le Sandre,. Cinq d'entre eux dépassent les cinq kilomètres de long :
- le ruisseau d'Aubespeyre : 5,5 km, en rive droite[7] ;
- le ruisseau de Cautrunes : 14,4 km, en rive droite[8] ;
- le ruisseau de Reilhaguet, ou ruisseau de Labeau, ou Baysse : 8,6 km, en rive gauche[9] ;
- le ruisseau de Veyrières : 8,8 km, en rive gauche[10] ;
- le ruisseau de Quitiviers : 5,5 km, en rive gauche[11].

Les ruisseaux de Reilhaguet, de Veyrières et de Quitiviers ayant chacun au moins un sous-affluent, le rang de Strahler de l'Authre est donc de quatre.

## Hydrographie
Depuis sa mise en service en 1998, la station hydrologique d'Ytrac - P1834010 - a enregistré les débits pour un bassin versant de 143 km2 à 544 m d'altitude. Le module ou moyenne annuelle de son débit est de 3,060 m3/s à Ytrac. À cet endroit, le bassin versant représente 93 % du bassin total de l'Authre.

### Étiage ou basses eaux
À l'étiage, c'est-à-dire aux basses eaux, le VCN3, ou débit minimal du cours d'eau enregistré pendant trois jours consécutifs sur un mois, en cas de période quinquennale sèche s'établit à 0,160 m3/s, soit 160 litres par seconde, ce qui reste très acceptable,.

### Crues
Sur cette période d'observation de dix-neuf ans, le débit journalier maximal a été observé le 1er juin 2016 à près de 55,90 m3/s, en même temps que la hauteur maximale instantanée était mesurée à 2,65 m. Le 18 mai 2013 à 15 h 30, le débit instantané maximal a été enregistré à 68,00 m3/s.
Le QIX 10 est de 70 m3/s et le QIX 20 est de 81 m3/s, alors que le QIX 2 est de 43 m3/s et le QIX 5 de 59 m3/s.

### Lame d'eau et débit spécifique
La lame d'eau écoulée dans cette partie du bassin versant de la rivière est de 677 millimètres annuellement, ce qui représente plus du double de la moyenne en France, à 300 mm/an. Le débit spécifique (Qsp) atteint 21,4 litres par seconde et par kilomètre carré de bassin.

## Monuments ou sites remarquables à proximité
- À Marmanhac :
  - le château de Sedaiges des XVe et XIXe siècles[12] ;
  - le château de La Voulte des XVe, XVIIIe et XXe siècles[13] ;
  - l'église Saint-Saturnin de la fin du XIVe, début du XVe siècle[14] ;
  - le château d'Estang des XVe, XVIIe et XVIIIe siècles[15].
- À Jussac :
  - le château d'Ayvals ;
  - le château de Nozières ;
  - le château de Nierestang.
- À Reilhac :
  - le château de Messac ;
  - la tour de Broussette du XIIIe siècle[16].
- À Naucelles, le château de Cologne.
- À Ytrac :
  - le château d'Espinassol ;
  - le château de Lamartinie, ou de la Martinie, du XVIe au XIXe siècle[17] ;
  - le château de Caumont.
- À Lacapelle-Viescamp :
  - le château de Viescamp des XVe et XVIIIe siècles[18] ;
  - le lac de Saint-Étienne-Cantalès.

## Galerie

l'Authre
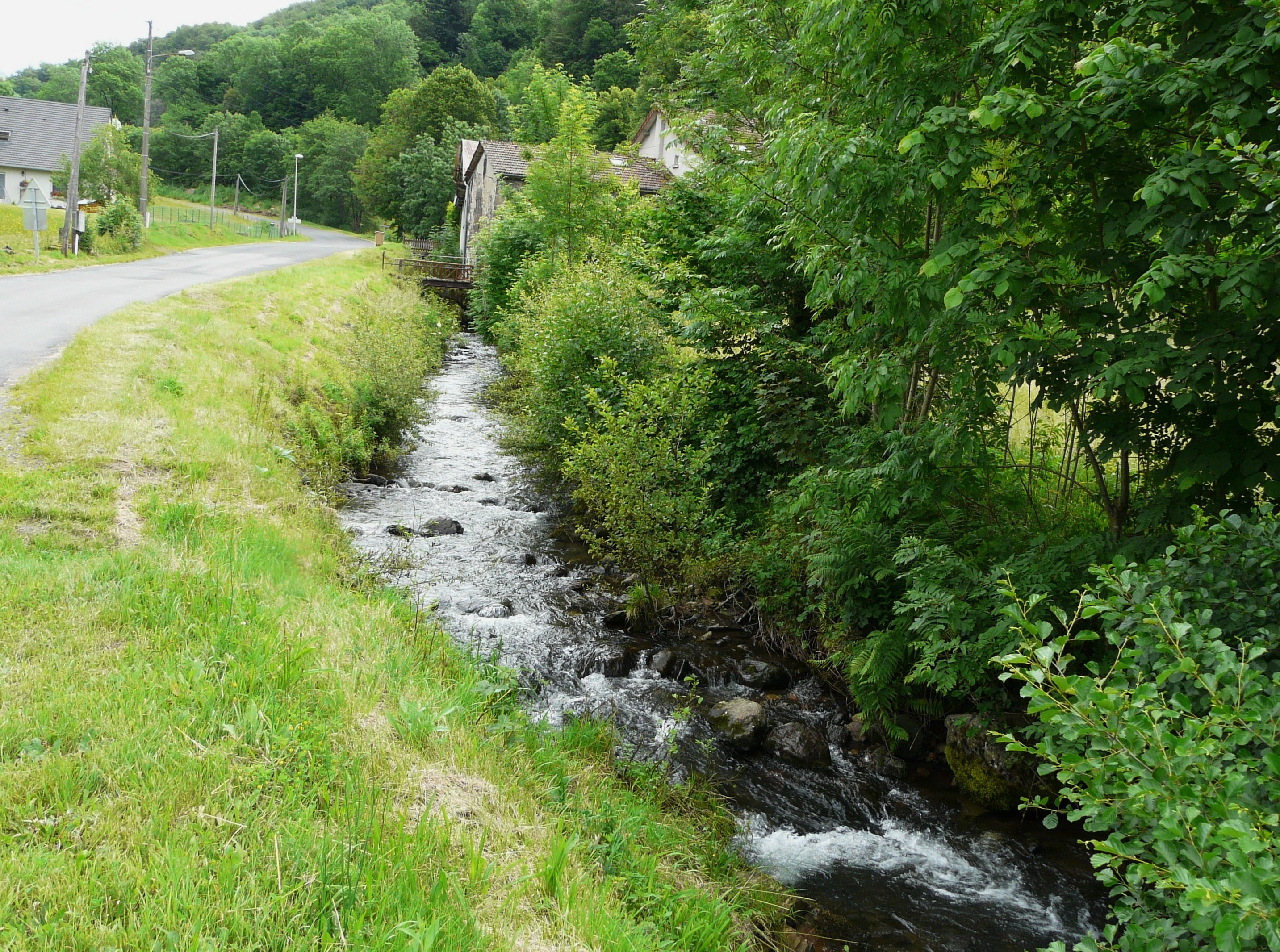
À Vercuères (Laroquevieille).
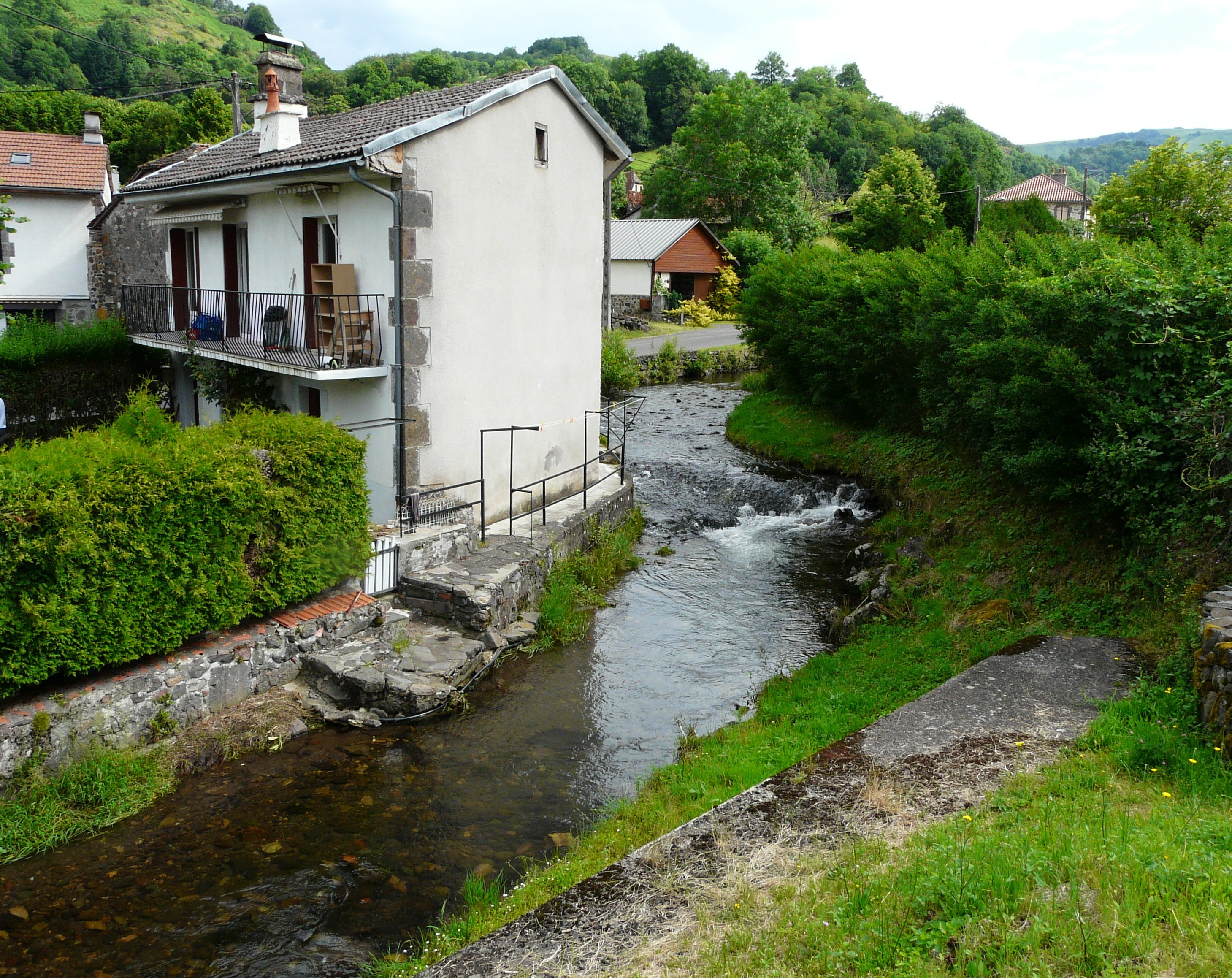
À Vercuères (Laroquevieille).
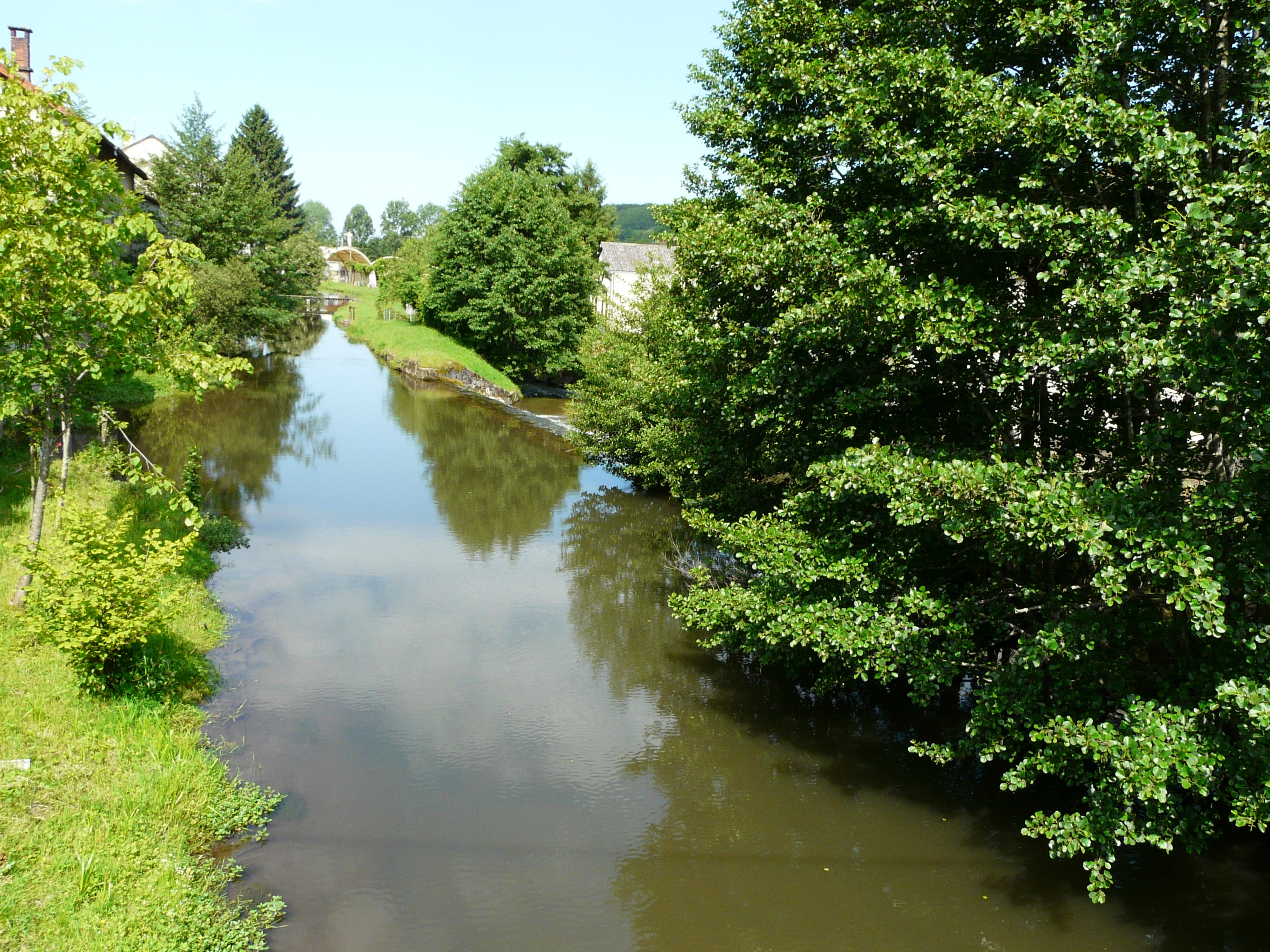
À Marmanhac.
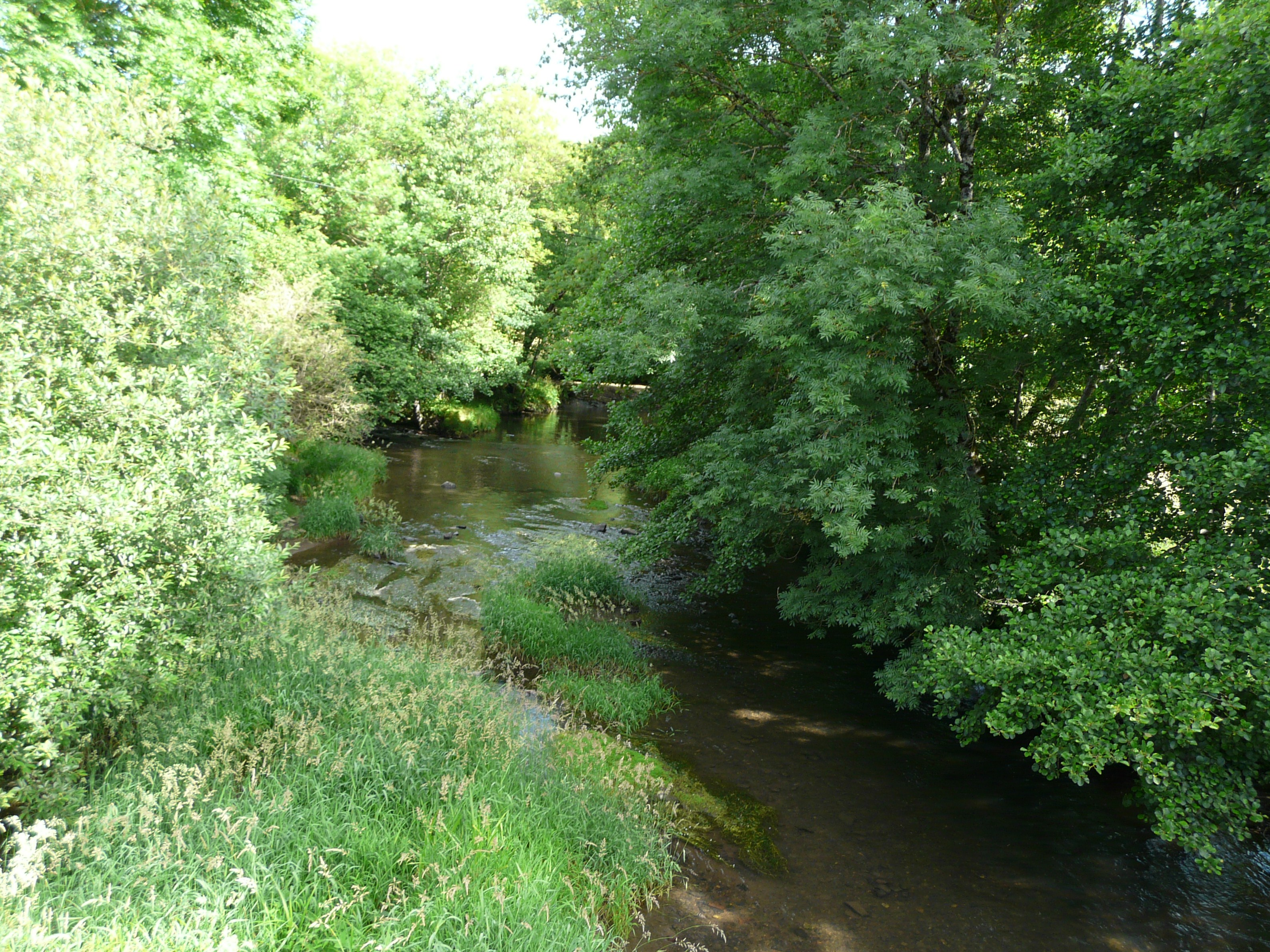
À Ytrac.